# بطليوس

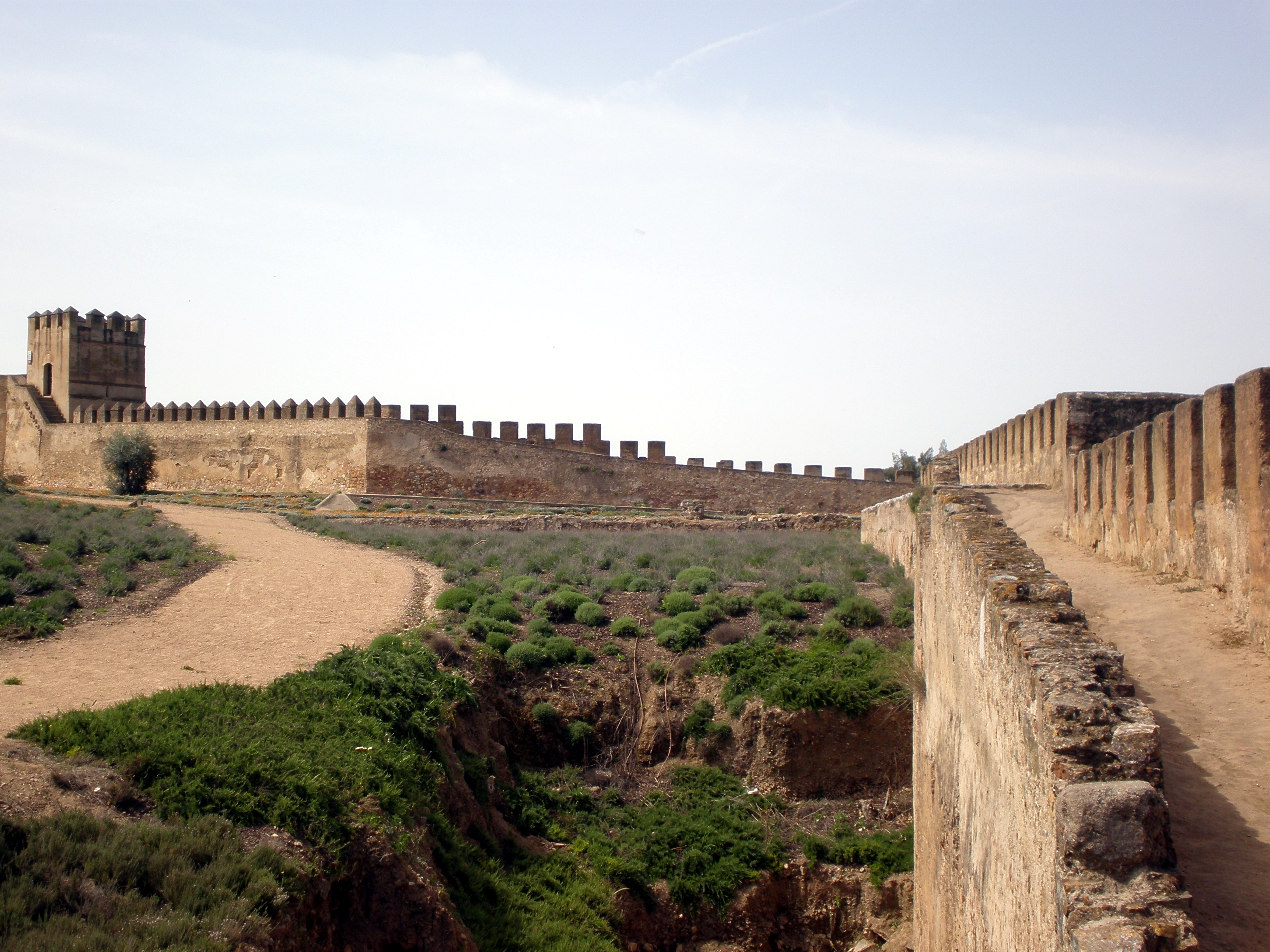
القصبة

بَطَلْيَوْسُ مدينة إسبانية، قُربَ حدود البرتغال. أسسها عبدُ الرحمـٰنِ بْنُ محمدِ بْنِ مروانَ. وكانت عاصمة دولة بني الأفطس.

## الموقع
تقع بطليوس في منحنى نهر وادي يانة على مقربة من الحدود البرتغالية و هي مدينة كبيرة عتيقة الطراز تجوز إليها فوق قنطرة حجرية عظيمة طولها 500 متر و ترجع إلى العصر الروماني ثم جددها المسلمون بعد ذلك.

## التاريخ
ترجع بَطَلْيوس إلى العصر الرومانى و ربما إلى أقدم من ذلك، كانت بطليوس حتى منتصف القرن الثانى الميلادى خراب لم يعن بها المسلمون حتى اضطرام فتنة عبد الرحمن بن محمد بن مروان المعروف بالجليقي الثائر بماردة و بناها و حصنها في سنة 875 م و امتنع بها حيناً. وفي عهد أمير الأندلس الأموي عبد الله بن محمد بن عبد الرحمن أعلن الجليقي الطاعة و عاونه الأمير بالرجال و المال لتجديد بطليوس فبنى بها الجامع و مسجدًا داخل القصبة، وهكذا قامت بطليوس كقاعدة أندلسية جديدة تحتل من ذلك الحين مكانها في تاريخ الأندلس.
وعند انهيار الخلافة الأموية و قيام دويلات الطوائف كانت بطليوس قاعدة إمارة مستقلة في ظل بنى الأفطس الذين تملكوا بطليوس و ما حولها سبعين عاماً 1022 - 1094
اعتنى الموحدون بتحصين مدينة بطليوس لأنها كانت دائماً عرضة لهجمات النصارى المستمرة، فأمر الخليفة الموحدي أبو يعقوب يوسف بن عبد المؤمن بإنشاء قصبة وأسوار جديدة للمدينة و مدها بالمياة، وكان ذلك في سنة 563 هـ 1170 م، و من باقيا هذه القصبة البرج الموحدى الذي ما زال في حالة جيدة
و في متحف بطليوس لوحة رخامية صغيرة كتب عليها بالخط الكوفي
بسم الله الرحمن الرحيم هذا قبر سابور الحاجب رحمه الله، توفى يوم الخميس لعشر ليال خلون من شهر رجب سنة ثلاث عشر و أربعمئة و كان يشهد ان لا إله إلا الله، و سابور الحاجب المشار إليه في هذه اللوحة هو أحد الفتيان العامرين و قد استطاع التغلب على بطليوس وقت الفتنة ان ويبسط حكمه عليها عدة أعوام حتى وفاته و اعقبه في حكمها بنو الأفطس
حاول البرتغاليون انتزاع بطليوس بقيادة ملكهم أفونسو الأول ملك البرتغال في المرة الأولى سنة 556 هـ 1161 م
وقد استردها المسلمون على الفور والثانية في سنة 565 هـ 1169 م وعاد المسلمون واستردوها مرة أخرى
وبقيت في يد المسلمين إلى ان استولى عليها النصارى بقيادة ألفونسو التاسع ملك ليون و ذلك في سنة 626 هـ 1227 م

## من أعلام بطليوس
- المنصور عبد الله بن الأفطس
- المظفر بن الأفطس
- المنصور يحيى بن الأفطس
- المتوكل بن الأفطس
- ابن السيد البطليوسي